# Wolfgang Foerster (Militärhistoriker)
Wolfgang Foerster (* 4. August 1875 in Breslau; † 14. Oktober 1963 in Icking) war ein deutscher Offizier und Militärhistoriker.

## Leben
Wolfgang Foerster, jüngerer Bruder von Otfried Foerster, trat nach Ende der Schulzeit 1894 als Fahnenjunker in die Preußische Armee ein. In der Folge durchlief er eine Generalstabslaufbahn. Während des Ersten Weltkriegs war Foerster zunächst im Stab des V. Armee-Korps und wurde später Chef des Generalstabs des Generalkommandos 66. 1920 wurde er mit dem Dienstgrad eines Oberstleutnants aus dem Militärdienst verabschiedet.
Im unmittelbaren Anschluss wechselte er als Oberarchivrat ans Reichsarchiv. Dort wurde Foerster zunächst 1931 zum Direktor der Historischen Abteilung, 1935 zum Direktor der Forschungsanstalt für Heeres- und Kriegsgeschichte, seit 1937 Kriegsgeschichtliche Forschungsanstalt des Heeres, bestellt. Schließlich wurde Foerster 1937, er erhielt 1944 den Professorentitel, das Präsidentenamt übertragen, das er bis zu seiner Versetzung in den Ruhestand 1945 innehatte. Er verstarb am 14. Oktober 1963 im Alter von 88 Jahren in Icking.

## Schriften
- Der deutsche Zusammenbruch 1918. Verlag Eisenschmidt, Berlin 1925.
- Der Feldherr Ludendorff im Unglück. Eine Studie über seine seelische Haltung in der Endphase des ersten Weltkrieges. Limes-Verlag, Wiesbaden 1952.
- Generaloberst Ludwig Beck. Sein Kampf gegen den Krieg; aus nachgelassenen Papieren des Generalstabschefs. Isar-Verlag, München 1953 (früherer Titel Ein General kämpft gegen den Krieg).
- Graf Schlieffen und der Weltkrieg. Verlag Mittler, Berlin 1921 (3 Bde., online)

1. Die deutsche Westoffensive 1914 bis zur Marneschlacht. 1921.
2. Die Ostoffensive 1915 in Galizien und in Rußland. 1921.
3. Verdun 1916. 1921.

- Moltke. Persönlichkeit und Werk. Limpert Verlag, Berlin 1941.
- Prinz Friedrich Karl von Preußen. Denkwürdigkeiten aus seinem Leben. DVA, Stuttgart 1910/11 (2. Bde.)
  - erster Band: 1828 bis 1864 (online)
- Als Herausgeber: Kämpfer an vergessenen Fronten. Feldzugsbriefe, Kriegstagebücher und Berichte. Kolonialkrieg, Seekrieg, Luftkrieg, Spionage, Berlin (Deutsche Buchvertriebsstelle. Abteilung für Veröffentlichungen aus amtlichen Archiven) 1931 (online)